# Монархическая икона Божией Матери

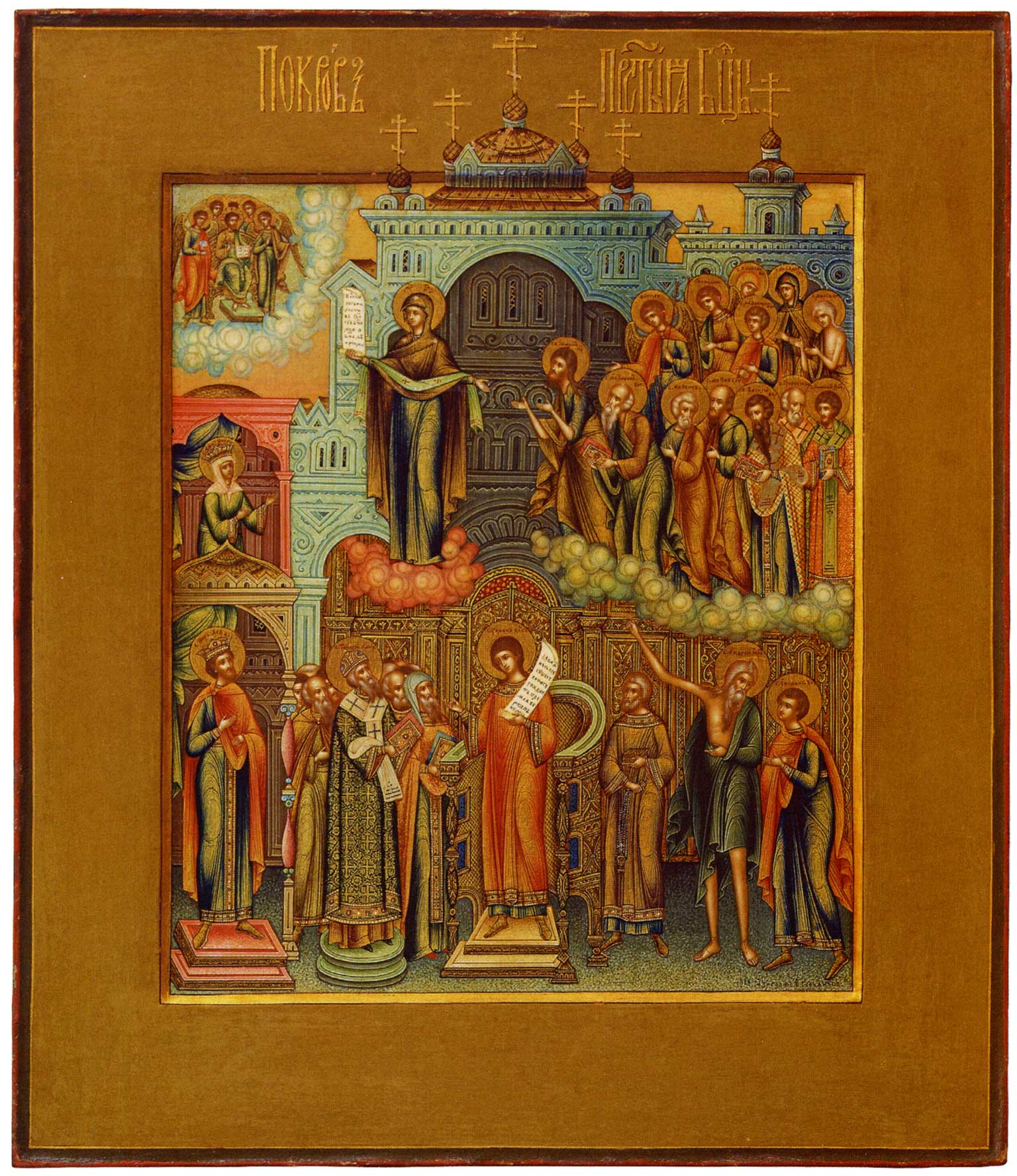
«Покров Богоматери», В. П. Гурьянов, 1907 год

Монархическая икона Божией Матери — утраченная в настоящее время православная икона, освящённая в 1907 году. Написана придворным иконописцем Василием Гурьяновым (реставратором иконы «Троица») под руководством Виктора Васнецова.
Икона была написана по результатам III Всероссийского монархического съезда русских людей, начавшийся в день празднования Покрова Пресвятой Богородицы 1 (14) октября 1906 года в Киеве. Предназначалась для использования в дальнейших подобных съездах русских монархистов.
Приветственные телеграммы III съезду прислали многие высшие церковные иерархи, в том числе митрополит Московский Владимир (Богоявленский), одобрение съезду прислал протоиерей Иоанн Кронштадтский. Решение съезда гласило: «День Покрова Пресвятой Богородицы признать днём праздника всех монархических организаций; соорудить икону Покрова Пресвятой Богородицы как покровительницы монархических партий, для чего открыть подписку; на первое время икону хранить в Киеве, а засим перевозить её в места, куда будут собираться последующие съезды». 
Икона была освящена в Успенском соборе Московского Кремля 26 апреля 1907 года в день открытия IV Всероссийского монархического съезда в Москве.
В 1907 году монархический праздник широко отмечался в разных городах, к примеру, в Санкт-Петербурге в его честь молебен служил митрополит Санкт-Петербургский и Ладожский Антоний (Вадковский). В 1909 году в канун праздника по указу Николая II был объявлен сбор средств на строительство Феодоровского собора в память 300-летия дома Романовых.
Последнее упоминание об иконе относится к маю 1912 года, когда она использовалась на V съезде Чёрной сотни при молебне в зале дома Дворянского собрания в Санкт-Петербурге, затем её след теряется. Предполагают, что после 1912 года она оставалась в церкви Благовещения при этом доме (ныне филармония имени Шостаковича), а затем попала в Музей истории религии.